# سنتوری (آلبوم)
سنتوری نام آلبوم استودیویی محسن چاوشی است که با ترانه‌های امیر ارجینی، حسین صفا و ترانه مکرم با آهنگسازی محسن چاوشی و تنظیم‌های او و همراهی اردوان کامکار ساخته شده.
آلبوم موسیقی سنتوری اتفاقی مهم در فعالیت‌های موسیقی محسن چاوشی در عرصهٔ خوانندگی به حساب می‌آید. «سنتوری» نام فیلم سینمایی به کارگردانی «داریوش مهرجویی» است. «بهرام رادان» و «گلشیفته فراهانی» بازیگران اصلی این فیلم هستند.
محسن چاوشی در ادامهٔ فعالیت‌های خود سبک‌ها و مضامین مختلفی را تجربه کرد با این حال آلبوم سنتوری ازجمله آثاری است که با گذشت زمان مورد توجه و علاقهٔ مخاطبان بوده‌است.

## فهرست آهنگ‌ها
| نام ترانه            | ترانه سرا   | آهنگساز / نوازنده سنتور   | تنظیم کننده                |
| -------------------- | ----------- | ------------------------- | -------------------------- |
| سنگ صبور             | امیر ارجینی | محسن چاوشی /اردوان کامکار | محسن چاوشی                 |
| تنها بودن (زخم زبون) | حسین صفا    | محسن چاوشی /اردوان کامکار | محسن چاوشی / اردوان کامکار |
| خیانت                | ترانه مکرم  | محسن چاوشی /اردوان کامکار | محسن چاوشی                 |
| من با تو خوشم        | امیر ارجینی | محسن چاوشی /اردوان کامکار | محسن چاوشی                 |

## حواشی
- اردوان کامکار نوازنده سنتور و آهنگساز در مورد انتشار موسیقی فیلم سنتوری چنین گفت: «این کار ضربه بزرگی به من زد. چون من در فیلم «سنتوری» دستمزد درخور شخصیتم نگرفتم و صاحب امتیاز اثر نیز خودم هستم و قصد داشتم که بعد از اخذ مجوز فیلم، آن را به صورت آلبوم منتشر کنم.»[۳]
- داریوش مهرجویی درمورد علت عدم همکاری با محسن چاوشی در «سنتوری ۲» چنین گفت: «خیلی از چاوشی رنجیدم چون او را من آوردم و برایش مجوز گرفتم. ما تولید سنتوری را ۵ ماه عقب انداختیم تا برایش مجوز بگیریم اما به جای قدردانی گفت: برای قسمت دوم ۵۰۰ میلیون بدهید! حالا یک خواننده جدید رو می‌کنم که روی چاوشی کم شود؛ یک موزیسین توانا.»[۴]